# جاكسون ميلر
جاكسون ميلر (بالإنجليزية: Jackson Miller)‏ هو سياسي أمريكي، ولد في 30 أبريل 1967 في واشنطن العاصمة في الولايات المتحدة. حزبياً، نشط في الحزب الجمهوري.

## وصلات خارجية
- الموقع الرسمي